# جاك بيكر (ناشط حقوق إل جي بي تي)
جاك بيكر (بالإنجليزية: Jack Baker)‏ هو ناشط حقوق إل جي بي تي أمريكي، ولد في 1942.